# Balow
Balow é um município da Alemanha, situado no distrito de Ludwigslust-Parchim, no estado de Mecklemburgo-Pomerânia Ocidental. Tem 12,83 km² de área, e sua população em 2019 foi estimada em 323 habitantes.